# Potts Camp
Potts Camp è una città (town) degli Stati Uniti d'America, situata nella contea di Marshall, nello Stato del Mississippi.